# Ерік Кріпке
Ерік Кріпке (англ. Eric Kripke; нар. 24 квітня 1974) — американський продюсер, телережисер та сценарист. Найбільш відомий як творець культового містичного телесеріалу «Надприродне».

## Життєпис
Ерік Кріпке народився 24 квітня 1974 року, в місті Толедо (штат Огайо), США.
В 1996 році Кріпке закінчив Школу кіно та телебачення, при Університеті Південної Каліфорнії.
В 1997 році Кріпке виступив як автор сценарію та режисер двох короткометражних фільмів — комедії «Битва статей» і «Щиро відданий». За останній Кріпке номінувався в 1997 році на премію Short Film Award, а в 1998 році цей фільм став переможцем у номінації «Найкращий короткометражний фільм» премії Audience Award.
Пізніше, у 2003 році, Кріпке написав сценарій для телесеріалу «Тарзан», проте він був знятий з ефіру після випуску восьми епізодів. Наступною роботою Кріпке став фільм жахів 2005 року «Бугімен», для якого він написав сценарій.
У тому ж 2005 році Кріпке створює телесеріал «Надприродне», автором сценарію, продюсером, а потім — консультантом якого він був протягом кількох років.
У 2012 році Ерік створив новий телесеріал «Революція», він також був його продюсером у 2012—2014 роках.
Серед інших продюсерських робіт Еріка Кріпке — фільм «Змінюючи реальність» (2011) та популярні телесеріали: «Поза часом» (2016—2018), «Хлопаки» (від 2019) тощо.